# Skarsholen
Skarsholen (alternative Schreibung: Skarshólen; norwegisch sinngemäß für Schartenhügel) ist ein 2860 m hoher Berg im Wohlthatmassiv des ostantarktischen Königin-Maud-Lands. Er ragt südöstlich des Botnfjellet im Zentrum des Alexander-von-Humboldt-Gebirges auf. 
Wissenschaftler des Norwegischen Polarinstituts benannten ihn 1966.